# Tatumbla
Tatumbla est une municipalité du Honduras, située dans le département de Francisco Morazán. Elle est fondée en 1684. La municipalité de Tatumbla comprend 6 villages et 42 hameaux.

## Source de la traduction
- (en) Cet article est partiellement ou en totalité issu de l’article de Wikipédia en anglais intitulé « Tatumbla » (voir la liste des auteurs).